# Alla får påsar
Alla får påsar är ett studioalbum från 1993 av Magnus Uggla. Det toppade den svenska albumlistan. För albumet fick han även Rockbjörnen i kategorin "Årets svenska skiva". Albumet producerades av Anders Glenmark. 
Alla texter är skrivna av Magnus Uggla och musiken av Anders Henriksson och Magnus Uggla.

## Låtlista
Sida A
1. "Mitt decennium" - 4:31
2. "Jånni Balle" - 3:08
3. "Vi 2 (Till dom otrogna)" - 4:03
4. "Victoria" - 4:15
5. "Trubaduren" - 5:12

Sida B
1. "Nummer 1" - 4:09
2. "2:a på bollen" - 4:01
3. "4 sekunder" - 4:04
4. "Dansar aldrig nykter" - 3:39
5. "1:a gången" - 3:15

Bonus spår på CD
1. "Jånni Balle" (maxiversion) - 6:02

## Medverkande
- Sång - Magnus Uggla
- Gitarr - Christer Fogström, Ville Holmqvist, Staffan Astner, Anders Glenmark
- Bas - Erik Calin, Anders Glenmark
- Keyboards - Peter Hagen, Anders Glenmark, Leif Larsson
- Trummor - Marcus Seregård, Patrik Eriksson
- Percussion - Marcus Seregård, Per Lindvall, Mats Persson
- Saxofon - Dave Wilzcewski, Per Johansson, Erik Häussler
- Kör - Magnus Uggla, Anders Glenmark, Magnus Rongedal, Stefan Olsson, Nalle Påhlsson
- Stråkkarrangemang - Anders Glenmark
- Violin - Ulf Forsberg, Svein H. Martinsen, Hanna Göran, Ulrika Frankmar, Jan Isaksson, Joakim Wendel, Elisabet Bodén, Eva Lindal, Christian Bergqvist
- Viola - Arne Stenlund, Mikael Sjögren, Hans Åkesson, Elisabeth Arnberg
- Cello - Åsa Forsberg, Camilla Skagermark, Staffan Bergström
- Flöjt - Bosse Björklund
- Oboe - Sten Olsson
- Klarinett - Ingrid Lindal
- Fagott - Rolf Stenlund
- Horn - Hans Åkesson

## Listplaceringar
| Lista (1993-1994, 1998) | Position |
| ----------------------- | -------- |
| Sverige                 | 1        |